# Hacušimo
Hacušimo (japonsky 初霜) byl torpédoborec japonského císařského námořnictva třídy Hacuharu. Byl dokončen v září 1934 jako třetí jednotka šestičlenné třídy Hacuharu. Zúčastnil se druhé světové války v Tichomoří, během které se věnoval eskortním a transportním povinnostem.
V prosinci 1941 zůstal jako doprovod těžkých jednotek v japonských vodách a poté se v lednu a únoru zúčastnil podpory japonského postupu na jižních Filipínách a do Holandské východní Indie. Zúčastnil se operace AL proti Aleutám a i poté působil v severním Pacifiku, kde se věnoval hlídkování a transportům hlavně na ostrovy Attu a Kiska. V březnu 1943 se zúčastnil bitvy u Komandorských ostrovů a v červenci evakuace Kisky. Od října se pak věnoval doprovodům (převážně japonských letadlových lodí). V červnu 1944 se zúčastnil bitvy ve Filipínském moři a poté se vrátil k doprovodům. V listopadu se zúčastnil jednoho z konvojů operace TA s posilami pro Leyte a v únoru 1945 se zúčastnil operace Kita-gó – transportu strategických surovin ze Singapuru do Japonska. V dubnu se zúčastnil výpadu k Okinawě v rámci operace Ten-gó a stal se jedním ze čtyř torpédoborců, které přežily následující americké letecké útoky na bitevní loď Jamato a její doprovod. Dne 30. července během náletu letadel z TF 38 najel na minu v zátoce Mijazu a potopil se jako 129. a poslední japonský torpédoborec ztracený za druhé světové války.
U japonských jmen je rodné jméno uváděno na prvním místě a rodové jméno na druhém

## Popis
Hacušimo patřil do druhé dvojice torpédoborců třídy Hacuharu, která byla stavěna v první polovině třicátých let 20. století pro císařské námořnictvo na základě 1. námořního doplňovacího plánu z roku 1931 (第一次補充計画 dai-iči-dži hodžú keikaku) Vzhledem k přetížení nástaveb a nestabilitě původního návrhu jako důsledku snahy o kompenzaci omezení vyplývajících z londýnské konference, které se projevily na první dvojici dokončených plavidel, byly nutné úpravy provedeny na Hacušimo již během jeho stavby a ten byl již rovnou dokončen s pouze jednou dělovou věží na přídi (jednohlavňová věž byla rovnou instalována na zádi), bez třetího torpédometu a sníženým můstkem. Trup byl rozšířen o 0,3 metrů.
Hlavní výzbrojí Hacušimo byly dva tříhlavňové 610mm torpédomety typu 90 model 2 pro torpéda typu 90, které byly instalovány mezi prvním a druhým a za druhým komínem.
Hlavní hlavňovou výzbroj Ariake představovalo pět víceúčelových 127mm kanónů typu 3. roku s délkou hlavně 50 ráží ve dvou dvouhlavňových věžích modelu C na přídi a zádi a jedné jednohlavňové věži modelu A na zádi před zadním 127mm dvojčetem. K jejich zaměřování sloužil jeden třímetrový stereoskopický dálkoměr.
Protiletadlovou výzbroj (kromě možnosti použití 127mm kanónů) představovaly z počátku dva jednohlavňové 40mm kanóny typu 91. Teprve v lednu 1943 byly při úpravách v Sasebu nahrazeny za dva dvouhlavňové 25mm kanóny typu 96. Při úpravách v Jokosuce v září a říjnu 1943 byla na zádi sejmuta jednohlavňová 127mm věž a uvolnila tak místo jednomu 25mm trojhlavňovému kompletu. Další dvouhlavňový komplet byl umístěn na plošinu před můstkem. Někdy v této době (nebo později) došlo k náhradě dvouhlavňových 25mm kompletů (na místě 40mm kanónů) za tříhlavňové stejné ráže, neboť koncem války Hacušimo nesl celkem tři tříhlavňové komplety. Během úprav v Sasebu v dubnu a květnu 1944 měly být instalovány dva jednohlavňové 25mm kanóny vedle protiletadlové plošiny před můstkem a na přední stožár byl instalován centimetrový přehledový radar 22 Gó pro sledování vzdušných i hladinových cílů. V srpnu mělo být v Kure přidáno dalších osm jednohlavňových 25mm kanónů. V září byl na zadní stožár instalován metrový radar 13 Gó pro sledování vzdušných cílů. Rovněž přibyly čtyři jednohlavňové 13,2mm kulomety typu 93 instalované na palubě vedle zadního komínu. Poslední úprava výzbroje měla proběhnout v únoru a březnu 1945, kdy mělo být instalováno dalších pět 25mm kanónů (a přemístěn jeden 13mm kulomet). Podle Nevitta by tak konečný počet jednohlavňových instalací 25mm kanónů měl být 15 kusů, zatímco PJD uvádí pouhých 10. Konečné uspořádání 25mm hlavní jako 3xIII, 1xII a 10xI uvádějí i schémata v Zukai a Kódžinša.

## Stavba
V prosinci 1931 bylo rozhodnuto o zahájení stavby Hacušimo v rámci rozpočtového roku 1932. Stavba byla zahájena 31. ledna 1933 v loděnici Uraga (浦賀船渠株式会社 Uraga Senkjo Kabušiki Kaiša) v Jokosuce a 4. listopadu 1933 byl Hacušimo spuštěn na vodu.

## Služba
Dne 30. září 1945 byl Hacušimo vyškrtnut ze seznamu lodí japonského císařského námořnictva.